# リヒトマイヤー・メシュコフ不安定性
リヒトマイヤー・メシュコフ不安定性(リヒトマイヤー・メシュコフふあんていせい、英語: Richtmyer–Meshkov instability)とは、密度、温度、圧力、速度の違う(ただし、質量流速 {\displaystyle v/V} が等しい)2つの流体の境界面(接触不連続面)に衝撃波が衝突する場合、接触不連続面が平面でないときに渦を生じさせる流体不安定性である。RM不安定性、RMIとも呼ぶ。この不安定性はレイリー・テイラー不安定性の衝撃加速限界とも言える。
ただし、レイリー・テイラー不安定性と異なる点は、レイリー・テイラー不安定性はアトウッド(Atwood)数が正のときしか不安定性が起こらないが、リヒトメイヤー・メシェコフ不安定性はそうでなくても起こる点である。アトウッド数が正のときと負のときでは位相が逆転し、渦の生じる向きが反対になる。
不安定性の発達中は時間とともに僅かな振動の摂動の直線的な増加から始まり、その後軽い流体は泡のような構造が現れ、重い流体には針のような構造が現れる非線形領域が続き、最終的にマッシュルーム状に巻き上がりながら2流体が混ざり合う。